# Netac Technology

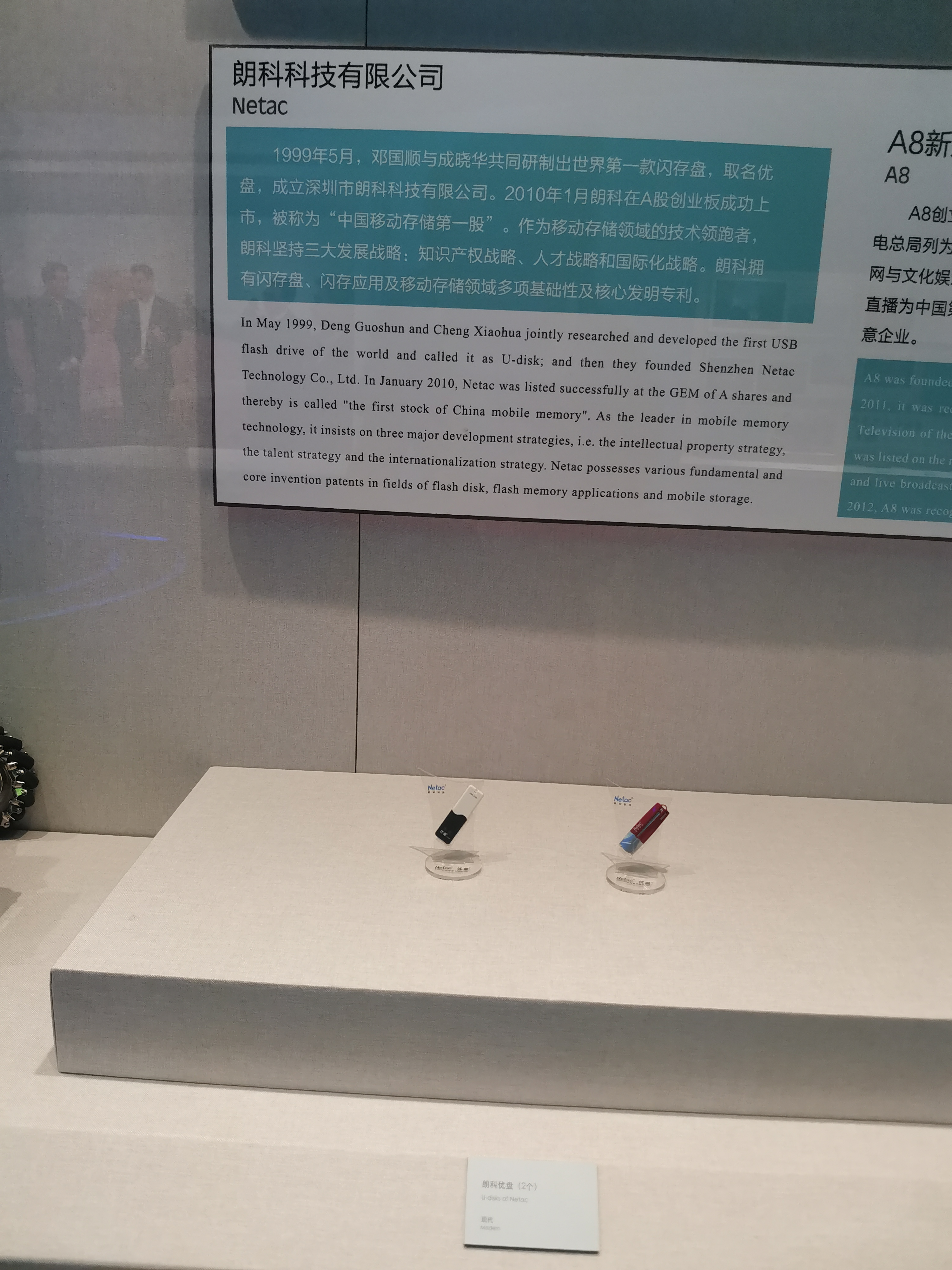
Pamięci USB Netac

Shenzhen Netac Technology Co., Ltd. (chiń. 深圳市朗科科技股份有限公司) – chińskie przedsiębiorstwo działające na rynku pamięci komputerowych. Zajmuje się produkcją dysków SSD, przenośnych dysków flash i pamięci RAM. Zostało założone w 1999 roku, a swoją siedzibę ma w Shenzhen.
Założycielami przedsiębiorstwa są Deng Guoshun i Cheng Xiaohua, którzy wcześniej pracowali dla firmy Philips. W 2002 roku Netac uzyskał w Chinach patent na pamięć USB.